# Simon Mayr
Johann Simon Mayr (italijansko Giovanni Simone Mayr), italijanski skladatelj nemškega rodu, * 14. junij 1763, Mendorf pri Altmannsteinu, † 2. december 1845, Bergamo, Italija.

## Življenje
V Ingolstadtu je študiral teologijo, v Italiji pa je študiral glasbo pri Carlu Lenziju. Leta 1802 se je preselil v Bergamo, kjer je postal kapelnik v tamkajšnji katedrali in kmalu eden vodilnih mož glasbenega življenja v mestu. Poučeval je tudi mlade nadarjene, a revne učence. Najpomembnejši med njimi je bil Gaetano Donizetti.
Proti koncu življenja je oslepel.

## Delo
Mayr je pisal kantate, oratorije, maše, rekvijeme, simfonije, koračnice, balete, koncerte in 70 oper.
Opere (izbor)
- Lodoiska (1796)
- Glasbena akademija (1799)
- Virtuozi (1801)
- Palmira (1806)
- Odisejeva vrnitev (1806)
- Tamerlano (1812)
- Medeja v Korintu (1813)
- Alfredo veliki (1819)
- Fedra (1820)
- Demetrio (1823)